# Heriaesynaema flavipes
Heriaesynaema flavipes är en spindelart som beskrevs av Lodovico di Caporiacco 1939. Heriaesynaema flavipes ingår i släktet Heriaesynaema och familjen krabbspindlar.
Artens utbredningsområde är Etiopien. Inga underarter finns listade i Catalogue of Life.